# 蔡大岭站
蔡大岭站是大连地铁12号线的地铁站，位于中华人民共和国辽宁省大连市甘井子区凌水街道旅顺南路与枫峪街交叉口西侧，于2014年5月1日开通。本站曾为202路延伸线，即现时12号线东端终点站。

## 车站结构
蔡大岭站平行于旅顺南路东西设置，为地上二层侧式站台车站，车站地面为站厅层，地上二层为站台层，站台未设置站台门，仅设有简易金属栏杆做遮挡作用。车站西侧设有一条单渡线，本站为终点站时供列车站前折返使用。
| 地上二层          | 站台         | \| 側式 · 開右邊车门 \| \| \| \| \| \| █ 12号线往旅顺新港（黄泥川） \| \| \| \| █ 12号线往河口（終點站） \| \| 側式 · 開右邊车门 \| \| \| |
| 地面              | 出入口及站厅 | A、B出入口、客服中心、自动售票机、验票机                                                                                                  |
| 側式 · 開右邊车门 |              | |
|                   |              | █ 12号线往旅顺新港（黄泥川） |
|                   |              | █ 12号线往河口（終點站） |
| 側式 · 開右邊车门 |              | |

## 车站出口
蔡大岭站共设2个出口，各出口及周围设施如下所示：
| 出口编号            | 照片 | 出口指示 | 建议前往的目的地 |
| ------------------- | ---- | -------- | ---------------- |
| A · 出口 · （设有） |      | 旅顺南路 | 蔡大岭车辆段     |
| B · 出口 · （设有） |      | 旅顺南路 | 普罗旺斯小区     |
| 图例： 设有         |      |          |                  |

## 接驳交通

### 公交车
- 蔡大岭地铁站：537路、802路、819路、1115路、1121路、2002路

## 车站历史
车站建设时期工程名为东软站，开通前确定以蔡大岭站作为车站正式名称。
- 2014年5月1日，车站随12号线（时称202路延伸线）通车开通[1]，为东端终点站。
- 2017年6月7日，202路延伸线河口至蔡大岭段开通并更名为12号线，车站不再作为终点站[3]。